# 平植羽瘿螨属
平植羽瘿螨属（学名：Platyphytoptus）为瘿螨科的一个属。

## 下级分类
本属包括以下物种：
- 黄山平植羽瘿螨 Platyphytoptus huangshanensis [1]
- 桧平植羽瘿螨 Platyphytoptus sabinianae Keifer [2]
- 黑松平植羽瘿螨 Platyphytoptus thunbergii Hong et Kuang